# Primer alkohol

Etanol

Butanol

A primer alkohol (elsőrendű alkohol) olyan alkohol, melyben a hidroxilcsoport elsőrendű szénatomhoz kapcsolódik. Más definíció szerint olyan molekula, mely −CH2OH csoportot tartalmaz. Ezzel ellentétben a szekunder alkoholban −CHROH, a tercier alkoholban −CR2OH csoport található, ahol az „R” egy széntartalmú csoportot jelez. A primer alkoholokat oxidálva először aldehidet, majd karbonsavat kapunk.
Primer alkohol például az etanol és a butanol.

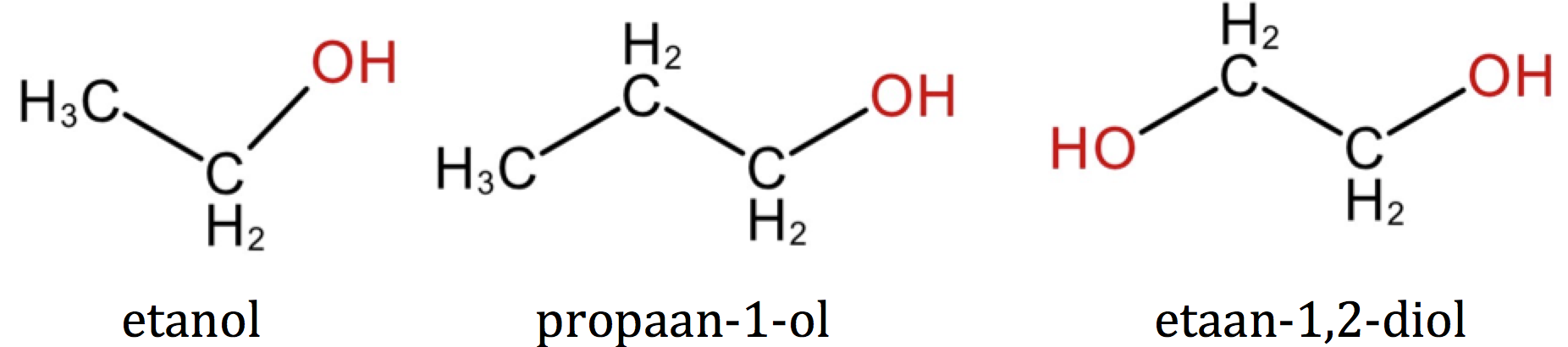

Egyes források szerint a  metanol is primer alkohol, melyek közül megemlíthető az 1911-es Encyclopædia Britannica. A modern szövegekben azonban ez már egyre ritkább. 

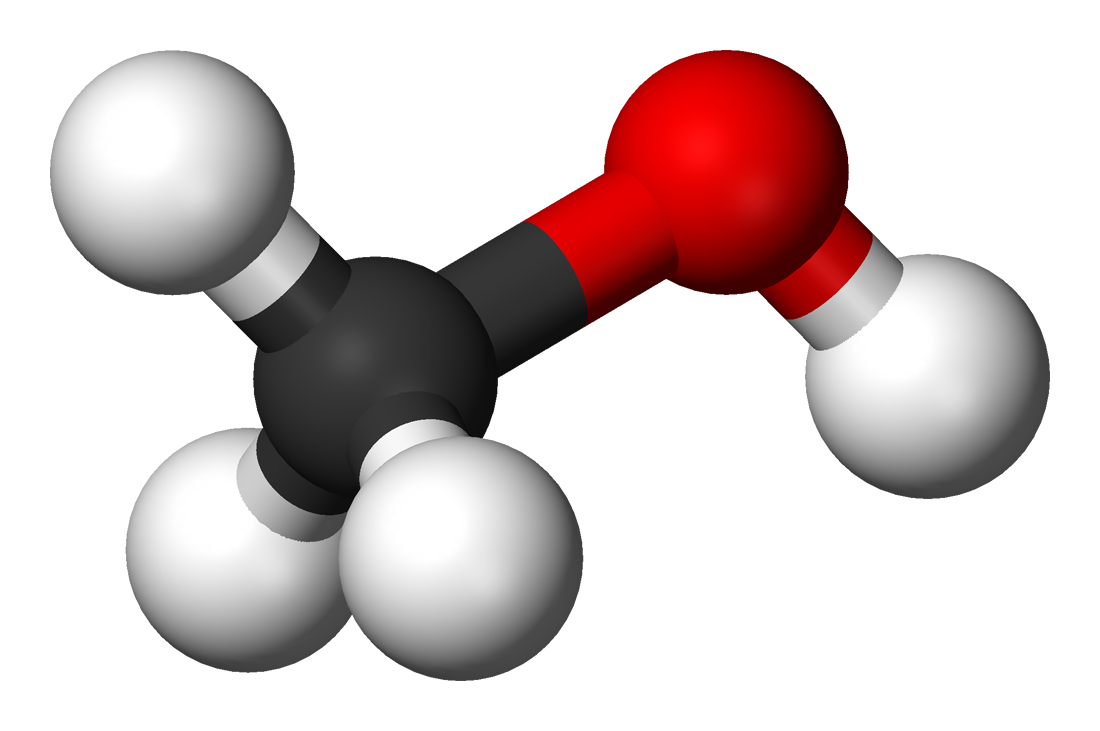
Ezen a képen jól látható, hogy a metanol (CH_{3}OH) primer alkohol

## Fordítás
Ez a szócikk részben vagy egészben  a   Primary alcohol című angol Wikipédia-szócikk ezen változatának fordításán alapul.  Az eredeti cikk szerkesztőit annak laptörténete sorolja fel. Ez a jelzés csupán a megfogalmazás eredetét és a szerzői jogokat jelzi, nem szolgál a cikkben szereplő információk forrásmegjelöléseként.